# DNA Tour
Bei der DNA Tour handelt es sich um die dritte eigenständige Tournee der deutschen Singer-Songwriterin Madeline Juno.

## Hintergrund
Bei der DNA Tour handelte es sich um die dritte eigenständige Konzertreihe Junos als Hauptact. Die Tour erfolgte in zwei Abschnitten und erstreckte sich über einen Zeitraum von neun Monaten. Der erste Abschnitt begann mit einem Konzert in der Bochumer Zeche am 10. Oktober 2017 und endete mit einem Konzert im Hamburger Stage Club am 30. Oktober 2017. Innerhalb dieser knapp drei Wochen spielte Juno mit ihrer Band zwölf Konzerte innerhalb Deutschlands. Während dieses Tourabschnitts kam es zu Konzertausfällen bzw. Verschiebungen, sodass ein ungeplanter zweiter Tourabschnitt im Sommer 2018 geplant wurde. Dieser zusätzliche zweite Teil startete am 1. Mai 2018 im Cloppenburger Stadtpark und endete mit einem Auftritt auf der Landesgartenschau in Lahr/Schwarzwald am 2. Juni 2018. Der zweite Tourabschnitt bestand aus sechs Konzerten, die ebenfalls alle innerhalb Deutschlands erfolgten. Somit bestand die DNA Tour aus insgesamt 18 Konzerten, die alle in Deutschland stattfanden. Präsentiert wurde die Tour von Kulturnews, The Pick, dem Schall Magazin und Vevo. Zusätzlich wurden die Konzerte in Kaiserslautern, Offenburg, Mannheim und Stuttgart in Kooperation mit SWR3 durchgeführt. Die Tour endete zunächst mit dem Abschlusskonzert im Hamburger Stage Club am 30. Oktober 2017.

## Touränderungen

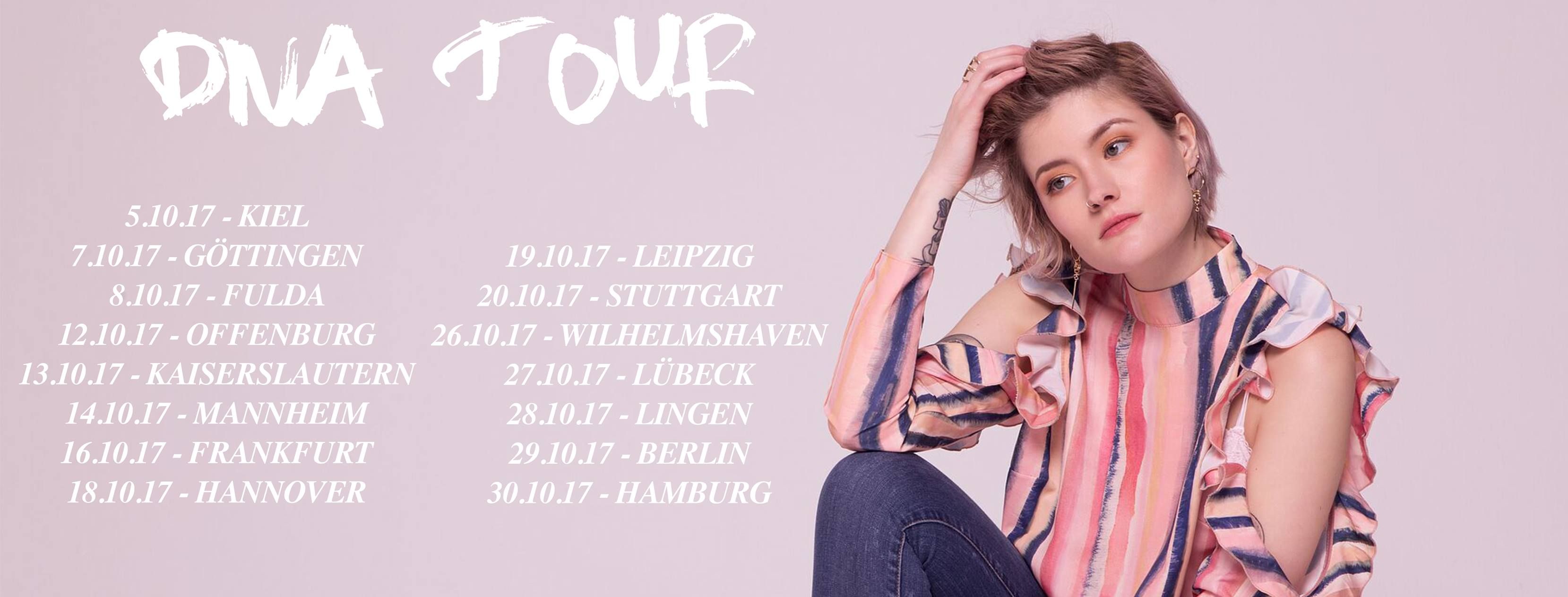
Tourplakat

Ursprünglich sollte die Tour bereits am 5. Oktober 2017 im Kieler Orange Club starten und insgesamt 19 Konzerte beinhalten. Aus unbekannten Gründen mussten die vier Konzerte in Kiel, Lüneburg, Göttingen und Fulda ins neue Jahr verlegt werden. Das Konzert in Hamburg musste aus „produktionstechnischen Gründen“ vom Gruenspan in den Stage Club verlegt werden, fand aber am gleichen Tag statt. Neben diversen Verschiebungen mussten drei Konzerte ganz abgesagt werden, davon betroffen waren geplante Konzerte in Wilhelmshaven, Lübeck und Lingen. Die Nachholkonzerte erfolgten während des „Festival Sommer 2018“. Neben den vier Nachholterminen fanden zwei Zusatzkonzerte in Cloppenburg und Lahr/Schwarzwald statt.
Änderungen (Ursprünglicher Veranstaltungsort → Neuer Veranstaltungsort)
- Kiel – Orange Club (5. Oktober 2017) → Apartment (2. Mai 2018)[1]
- Lüneburg – Ritterakademie (6. Oktober 207) → Ritterakademie (4. Mai 2018)[1][2]
- Göttingen – Musa Kulturzentrum (7. Oktober 2017) → Musa Kulturzentrum (1. Juni 2018)[1][2]
- Fulda – Kreuz (8. Oktober 2017) → Kulturkeller (3. Mai 2018)[1][2]
- Hamburg – Gruenspan (30. Oktober 2017) → Stage Club (30. Oktober 2017)[3]

Entfallene Konzerte
- Wilhelmshaven – Pumpwerk (26. Oktober 2017)[2][4]
- Lübeck – Kulturwerft (27. Oktober 2017)[2][4]
- Lingen – Schlachthof (28. Oktober 2017)[2][4]

Zusatzkonzerte
- Cloppenburg – Stadtpark (1. Mai 2018)[1]
- Lahr/Schwarzwald – Landesgartenschau (2. Juni 2018)[5]

## Vorgruppen
Während des ersten Teils der Konzertreihe im Jahr 2017 (fünf Konzerte) wurde Juno im Vorprogramm vom britischen Singer-Songwriter Joey Cass unterstützt. Er präsentierte dabei ein halbstündiges Set, dass aus den sechs Liedern Falling into the Clouds, Wild at Heart, Say it All, Your Body, Change Me und Expectations bestand. Während des zweiten Teils der Konzertreihe im Jahr 2017 (sieben Konzerte) spielte ab dem Konzert in Frankfurt am Main der deutsche Musiker Haller im Vorprogramm. 2018 spielte Juno ihre Konzerte ohne Vorgruppe.

## Band-Mitglieder
- Joschka Bender: Gitarre
- Sebastian Henzl: Keyboard
- Madeline Juno: Gesang, Gitarre
- Benjamin Scheufler: Schlagzeug[7]

## Tourdaten
| Datum            | Stadt             | Veranstaltungsort      | Land        |
| ---------------- | ----------------- | ---------------------- | ----------- |
| 10. Oktober 2017 | Bochum            | Zeche                  | Deutschland |
| 11. Oktober 2017 | Köln              | Club Bahnhof Ehrenfeld | Deutschland |
| 12. Oktober 2017 | Offenburg         | Reithalle              | Deutschland |
| 13. Oktober 2017 | Kaiserslautern    | Kammgarn               | Deutschland |
| 14. Oktober 2017 | Mannheim          | Alte Seilerei          | Deutschland |
| 16. Oktober 2017 | Frankfurt am Main | Zoom                   | Deutschland |
| 17. Oktober 2017 | Münster           | Sputnikhalle           | Deutschland |
| 18. Oktober 2017 | Hannover          | Musikzentrum           | Deutschland |
| 19. Oktober 2017 | Leipzig           | Täubchenthal           | Deutschland |
| 20. Oktober 2017 | Stuttgart         | Im Wizemann            | Deutschland |
| 29. Oktober 2017 | Berlin            | Bi Nuu                 | Deutschland |
| 30. Oktober 2017 | Hamburg           | Stage Club             | Deutschland |
| 1. Mai 2018      | Cloppenburg       | Stadtpark              | Deutschland |
| 2. Mai 2018      | Kiel              | Apartment              | Deutschland |
| 3. Mai 2018      | Fulda             | Kulturkeller           | Deutschland |
| 4. Mai 2018      | Lüneburg          | Ritterakademie         | Deutschland |
| 1. Juni 2018     | Göttingen         | Musa Kulturzentrum     | Deutschland |
| 2. Juni 2018     | Lahr/Schwarzwald  | Landesgartenschau      | Deutschland |

## Setlist
Die Setlist während der DNA Tour variierte zwischen 19 und 20 Titeln. Während das Konzert in Köln aus insgesamt 19 Liedern inklusive einer Zugabe bestand, wurden in Frankfurt am Main und Hannover 20 Lieder gespielt. Das Programm bestand überwiegend aus Liedern des Präsentationsalbums DNA, von dem alle Titel gespielt wurden. Während die vergangenen Konzertreihen aus englischsprachigen Sets bestand, spielte Juno während dieser Tour nur noch zwei englischsprachige Stücke. Die einzigen englischsprachigen Stücke, die sie mit ihrer Band spielte, waren Error aus ihrem Debütablum The Unknown sowie Salvation aus ihrem gleichnamigen zweiten Studioalbum. Error ist das einzige Stück, das Juno auf allen ihren Tourneen spielte. Zusätzlich spielte sie mit Verlernt und Waldbrand zwei Titel aus der zuvor erschienen Waldbrand EP. Beim Konzert in Frankfurt oder auch in Hannover spielte sie zusätzlich das Lied Stadt im Hinterland, das ebenfalls aus der Waldbrand EP stammt. Inmitten der Konzerte erfolgte eine Akusiksession, in der Juno die Lieder Error, Verlernt und Zeitlupe in akustischer Form präsentierte. Die Zugabe bestand aus den drei Titeln Still, Unser Lied und Wenn ich angekommen bin, wobei letzteres auch in akustischer Form präsentiert wurde.
Die folgende Liste ist eine Übersicht des Hauptsets, die Juno während der Tour spielte:
1. Halt mich fest
2. Schatten ohne Licht
3. Waldbrand
4. DNA
5. Salvation
6. Durchsichtig
7. Verlier mich in dir
8. Error
9. Zeitlupe
10. Verlernt
11. Mein Herz tanzt
12. Drei Worte
13. Gift
14. Ohne Kleider
15. Phantomschmerz
16. (Stadt im Hinterland) (Kein regelmäßiger Teil der Konzertreihe)
17. Von jetzt an

Zugabe
1. Wenn ich angekommen bin
2. Unser Lied
3. Still[10][12]